# Qíngrén shí
Qíngrén shí é um filme de drama taiwanês de 1964 dirigido e escrito por Pan Lei. Foi selecionado como representante de Taiwan à edição do Oscar 1965, organizada pela Academia de Artes e Ciências Cinematográficas.

## Elenco
- Chiao Chuang - Chin Yu
- Cheng Pei-pei - Lin Chiu-tzu
- Hsang Tsung-hsin - Su Ta-kuei
- Wu Wei - Hui Tan